# Protestas en Afganistán de 2021-2022
Las protestas en Afganistán por parte de algunos civiles contra el nuevo Gobierno afgano, de corte talibán, iniciadas el 15 de agosto de 2021, tras el cese del anterior Gobierno afgano, presidido por Ashraf Ghani Ahmadzai. Estas protestas han sido realizadas por demócratas islámicos y feministas. Ambos grupos están en contra del trato a las mujeres por parte del nuevo Gobierno afgano, considerándolo como discriminatorio y misógino. Liderados por el Frente de Resistencia Nacional de Afganistán, los manifestantes también apoyan la descentralización del país, el multiculturalismo y la justicia social.La creciente represión talibán con la detención de numerosos activista provocó el fin gradual de las protestas, siendo la última manifestación el 16 de enero de 2022 en Kabul.

## Antecedentes
El 1 de mayo, comenzó la retirada de soldados estadounidenses, aliados de Afganistán, de la OTAN y de otros países extranjeros, con un extra de un contingente de fuerzas especiales estadounidenses Army Rangers y equipos de artillería y aviación por si fuera necesaria para responder a los posibles ataques de la insurgencia talibán. Esto dio una ventaja a los talibanes, que hicieron una ofensiva, y debido a esto los talibanes terminaron conquistando gran parte del territorio afgano.
Cuando la insurgencia talibán capturó grandes extensiones de territorio y asaltaron varias ciudades, varios civiles iniciaron protestas progobierno en oposición a los talibanes. El 2 de agosto, un gran número de personas en la ciudad occidental de Herat subió a sus tejados, proclamando Dios es el más grande como un grito de guerra. Al día siguiente, protestas similares se extendieron por otros lugares; en Kabul, los residentes utilizaron el mismo grito de guerra mientras se reunían en las calles agitando la bandera afgana. Se produjo poco después de que los talibanes explosionaran una potente bomba contra la casa del ministro de Defensa. Las protestas en Herat inspiraron otras en las provincias de Nangarhar, Khost, Kunar y Bamiyan.
El 15 de agosto de 2021, los talibanes capturaron Kabul, la capital de Afganistán, logrando el cese forzoso del Gobierno y su sustitución por una nueva administración talibán. Esto hizo que muchos habitantes, principalmente las mujeres, entraran en pánico, lo que provocó evacuaciones de militares y personal de las embajadas de los países occidentales al Aeropuerto Internacional Hamid Karzai, y también causó que muchos civiles intentaran salir del país.

## Protestas

### 2021

#### Agosto
El 17 de agosto de 2021, se reportaron pequeñas protestas por parte de mujeres y algunos hombres en Kabul, exigiendo igualdad de derechos para las mujeres afganas.
Las protestas más grandes surgieron en las ciudades de mayoría pastún en el este al día siguiente. El 18 de agosto, el nuevo Gobierno afgano abrió fuego contra manifestantes en Jalalabad, matando a tres personas e hiriendo a más de una docena, a pesar de que habían prometido no ser brutales en la forma en que gobernarían. Los testigos dijeron que las muertes ocurrieron cuando los residentes locales intentaron instalar la antigua bandera republicana de Afganistán en una plaza de Jalalabad. También hubo informes de personas que intentaban plantar la antigua bandera republicana de Afganistán en las ciudades orientales de Khost y Asadabad.
Al día siguiente, el 19 de agosto, en el día de la Independencia afgana, se informó que las protestas se extendían a más ciudades, incluidas grandes protestas separadas en Kabul, con 200 personas reunidas en una manifestación antes de que el Gobierno la disolviera por la fuerza. Más tarde, el 19 de agosto, algunos medios informaron que las protestas en Kabul habían aumentado a miles de manifestantes. Se recibieron múltiples informes de que la nueva bandera de Afganistán había sido derribada y sustituida por la bandera de la depuesta República Islámica del Afganistán, y se informó que los manifestantes enarbolaban esta última bandera. Se informó de la muerte de varios manifestantes después de que se les disparara mientras ondeaban banderas republicanas durante el día de la Independencia de Afganistán en Asadabad, donde se describió que “cientos de personas” se unieron a la protesta. En Kabul, el 19 de agosto, una procesión de coches y personas llevó un larga bandera republicana tricolor afgana en un símbolo de desafío. Ese mismo día, en la provincia de Khost, el Gobierno disolvió violentamente otra protesta y declaró un toque de queda de 24 horas; mientras tanto, en la provincia de Nangarhar se publicó un video que mostraba a un manifestante sangrando de una herida de bala siendo trasladado a un hospital.
Amrullah Saleh, exvicepresidente del Gobierno afgano y autoproclamado "presidente interino" de Afganistán, apoyado por la resistencia Panjshir tras la huida al extranjero del expresidente Ashraf Ghani, saludó a los manifestantes “que portan la bandera nacional y, por lo tanto, defienden la dignidad de la nación” el 19 de agosto. Sin embargo, la prioridad de Estados Unidos sigue orientada a asegurar el perímetro del aeropuerto, así como a aumentar el número de evacuados fuera de la capital Kabul, revelaron funcionarios del Ministerio de Defensa estadounidense.
El 20 de agosto, mujeres afganas celebraron una reunión de protesta sobre sus preocupaciones para el futuro y sobre la participación de las mujeres en el nuevo Gobierno. La activista de derechos humanos Fariha Esar declaró: “No renunciaremos a nuestro derecho a la educación, el derecho al trabajo y nuestro derecho a la participación política y social”.

#### Septiembre
El 2 de septiembre, 24 mujeres en Herat realizaron una protesta callejera, pidiendo que las mujeres fueran incluidas en el Gobierno nacional y que se permita a todas las mujeres trabajadoras volver a trabajar. Uno de los carteles decía: “La educación, el trabajo y la seguridad son nuestros derechos inalienables”. Los organizadores de la protesta dijeron que planeaban que las protestas de las mujeres se extendan por todo Afganistán. El 3 de septiembre tuvo lugar en Kabul una protesta similar de mujeres, en la que se pedía de nuevo que se incluyera a las mujeres en el Gobierno y en otros procesos políticos de toma de decisiones. Los manifestantes llamaron a las mujeres a defender las mejoras en sus derechos obtenidos durante las dos primeras décadas del siglo XXI. Otra protesta de mujeres celebrada en Kabul el mismo día parecía haber sido bloqueada por la Policía, según un video que circula en medios sociales en línea.
Las protestas por los derechos civiles continuaron el 4 de septiembre en Kabul, incluyendo periodistas y otros activistas, en su mayoría mujeres. Mientras marchaban hacia el Palacio Presidencial, los manifestantes fueron bloqueados por las Fuerzas de Seguridad del Estado. La Policía terminó la marcha entrando en la multitud, disparando armas al aire y usando gas lacrimógeno contra los manifestantes. La Policía atacó a los manifestantes con culatas de rifle y objetos metálicos. Uno de los manifestantes quedó inconsciente al ser golpeado por uno de los objetos metálicos. Más tarde recibió cinco puntos de sutura para tratar la herida. El Gobierno también insultó a los manifestantes.
El 7 de septiembre, 200 personas protestaron frente a la Embajada de Pakistán en Kabul. Los lemas de protesta incluían “Pakistán, Pakistán, Abandona Afganistán” y los manifestantes pedían “libertad”. Las fuerzas de seguridad afganas disolvieron la protesta disparando al aire y detuvieron a Wahid Ahmadi, un camarógrafo de TOLOnews. El mismo día, 200 personas protestaron en Herat. La Policía azotó a los manifestantes y disparó munición real al aire para disolver las protestas. Dos o tres personas fueron asesinadas a tiros en la protesta de Herat.
El 8 de septiembre, las protestas tuvieron lugar en Kabul y Faizabad. Las protestas fueron disueltas por las fuerzas de seguridad afganas. En las protestas de Kabul, las mujeres pidieron igualdad de derechos y “mujeres en el gobierno”. Las mujeres participantes en la protesta fueron azotadas, golpeadas con pistolas Taser, golpeadas y abusadas verbalmente por las fuerzas de seguridad afganas. Una manifestante dijo que no tenía miedo a los talibanes y que continuaría participando en las protestas, afirmando que “es mejor morir una vez que morir gradualmente”. Cinco periodistas del periódico afgano Etilaatorz fueron detenidos en la protesta del 8 de septiembre, y dos de ellos fueron hospitalizados por lesiones.
El 19 de septiembre, se reportó que mujeres protestaron frente a las instalaciones del Ministerio de Asuntos de la Mujer, exigiendo que sea reinstituido y que se permitiera que las mujeres estudien en escuelas secundarias. Una de las manifestantes dijo que eso “significaba la eliminación de las mujeres de la sociedad”. Mientras tanto, un grupo hizo una reunión donde exigieron que las mujeres puedan ocupar cargos públicos.
El 30 de septiembre, las fuerzas de los talibanes utilizaron disparos para dispersar a un grupo de seis mujeres que protestaron frente a su escuela secundaria por el régimen de los talibanes prohibiéndoles volver a estudiar. Las fuerzas de seguridad también empujaron a las mujeres y amenazaron con arrestarlas. Un guardia dijo que dispersaron la protesta porque las seis mujeres “no se coordinaron con las fuerzas de seguridad con respecto a su protesta”.

### 2022
Hubo nuevas protestas en enero de 2022. Los residentes de Maymana denunciaron el arresto del comandante talibán uzbeko Makhdoom Alam por las fuerzas de seguridad, mientras que las mujeres protestaban en Kabul contra la restricción de sus libertades. Después de otra marcha de protesta en Kabul el 16 de enero, los talibanes secuestraron a dos mujeres activistas, Tamana Zaryabi Paryani y Parwana Ibrahimkhel. El portavoz del gobierno talibán, Zabiullah Mujahid, respondió al incidente negando los secuestros al mismo tiempo que advertía que el gobierno arrestaría a los disidentes "porque [la agitación] interrumpe la paz y el orden". En las siguientes semanas, los talibanes secuestraron a varias mujeres activistas, manifestantes y familiares más de los primeros. Además, las respuestas de los talibanes a las protestas se volvieron más violentas, con las fuerzas de seguridad golpeando a los manifestantes, destruyendo sus pancartas y amenazándolos abiertamente con la muerte o la tortura.
Ante la desaparición de al menos ocho activistas afganas por los derechos de las mujeres antes del 8 de febrero, muchas otras se escondieron temiendo por sus vidas. Como resultado, las protestas parecían ser reprimidas en este punto.
Veinte mujeres y niñas se manifestaron en Kabul contra la decisión de los talibanes de prohibir la educación secundaria para las niñas. En el poder durante siete meses, los líderes radicales islámicos  del país han aumentado las restricciones a los derechos de las mujeres.

## Reacciones
A pesar de las promesas de moderación, se informó de que las fuerzas talibanes habían agredido y golpeado a periodistas que cubrían las protestas en Jalalabad y Kabul.
El 19 de agosto, los talibanes instaron al clero musulmán a que dijeran a sus congregantes que permanecieran en el país y contrarrestaran la “propaganda negativa” el jueves, e instaron a los afganos a volver a trabajar. Los talibanes también pidieron a los imanes antes de las oraciones del viernes, que convencieran a la gente de no abandonar el país.
Durante la evacuación del gobierno americano, en la noche del día 26 de agosto miembros de ISIS-K perpetraron un atentado en los alrededores del Aeropuerto Internacional Hamid Karzai detonando dos bombas con resultado de 60 afganos muertos, 13 soldados estadounidenses y 130 civiles heridos.

## Reacciones internacionales

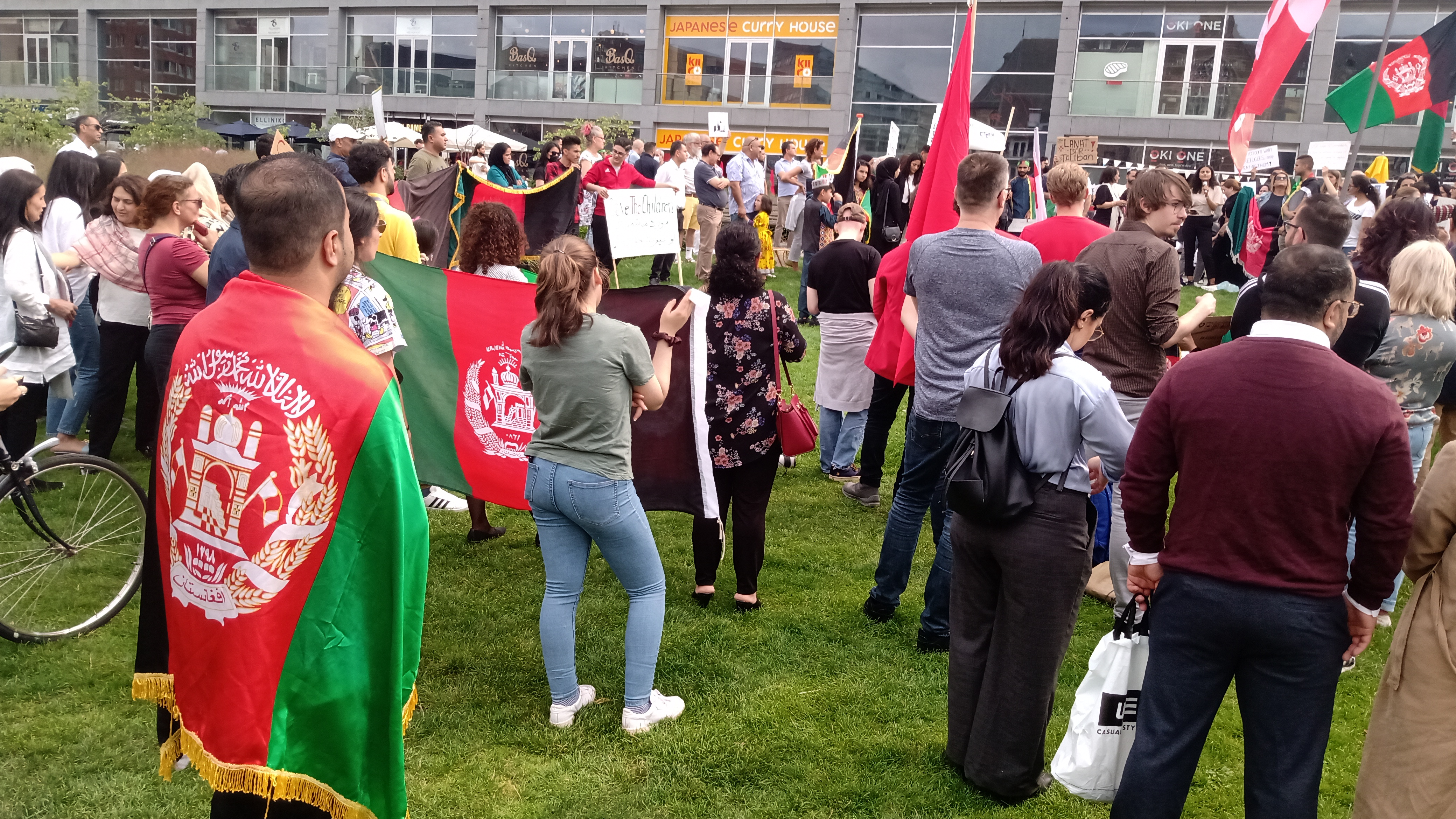
Manifestación en Róterdam, 21 de agosto.

- En Canadá, varios ciudadanos salieron a las calles para expresar su apoyo a los evacuados que quedaron en Afganistán, tras la decisión del gobierno federal de poner fin a su misión de evacuación.[39]

- En Atenas, cientos de afganos se manifestaron ante la embajada de Estados Unidos pidiendo a la comunidad internacional la paz.[40]

- El 22 de enero de 2022, hubo Protestas frente al Ministerio de Asuntos Exteriores noruego en Oslo horas antes del inicio de una reunión internacional para hablar de la crisis humanitaria en Afganistán a la que han sido invitados representantes del régimen Talibán. Decenas de personas, la mayoría afganos exiliados rechazan su presencia en el país.[41]